# Einsiedeln (cheval)
Pour les articles homonymes, voir Einsiedeln.
L'Einsiedeln (allemand : Einsiedeln, italien : Cavalli della Madonna), est une race de chevaux de selle et carrossiers de Suisse, issue de croisements de type demi-sang. Cette race doit son nom à Einsiedeln, d'où elle est originaire probablement depuis le Xe siècle ou le XIe siècle, le nom « Einsiedeln » étant réservé aux chevaux élevés dans le couvent de cette commune. Depuis la fermeture de son stud-book en 1945, cette race ancienne est gérée par le haras national d'Avenches, parmi les lignées du cheval de sport suisse.

## Histoire
Il est également nommé Einsiedler en allemand, et, en italien, Cavallo della Madonna (« cheval de la Madone » en français),. L'Einsiedeln trouve ses origines au Xe siècle ou au XIe siècle, et doit son nom à l'abbaye bénédictine qui l'élève depuis lors. La race a reçu des influences ibériques.
Au XIXe siècle, l'Einsiedeln est croisé avec le Carrossier du Yorkshire, l'Anglo-normand et le Holsteiner, ces deux dernières races ayant de nos jours l'influence la plus importante. Toisant de 1,55 m à 1,60 m, ces chevaux servent alors vraisemblablement à la traction des diligences. Les plus anciennes traces d'enregistrement de pedigree remontent au milieu du XIXe siècle. Ce cheval se rencontre alors dans la plupart des cantons suisses primitifs, à Lucerne, Zoug, Saint-Gall et Berne, où il était nommé « cheval de l'Emmental ». Il est exporté en Italie sous le nom de « cheval milanais ».
Le stud-book de la race est supprimé en 1945. L'Einsiedeln évolue par inclusion dans la race du demi-sang suisse (ou cheval de sport suisse) dans les années 1970. Depuis les années 2000, des efforts de préservation sont menés en Suisse pour répertoriés les lignées maternelles issues du couvent d'Einsiedeln.

## Description

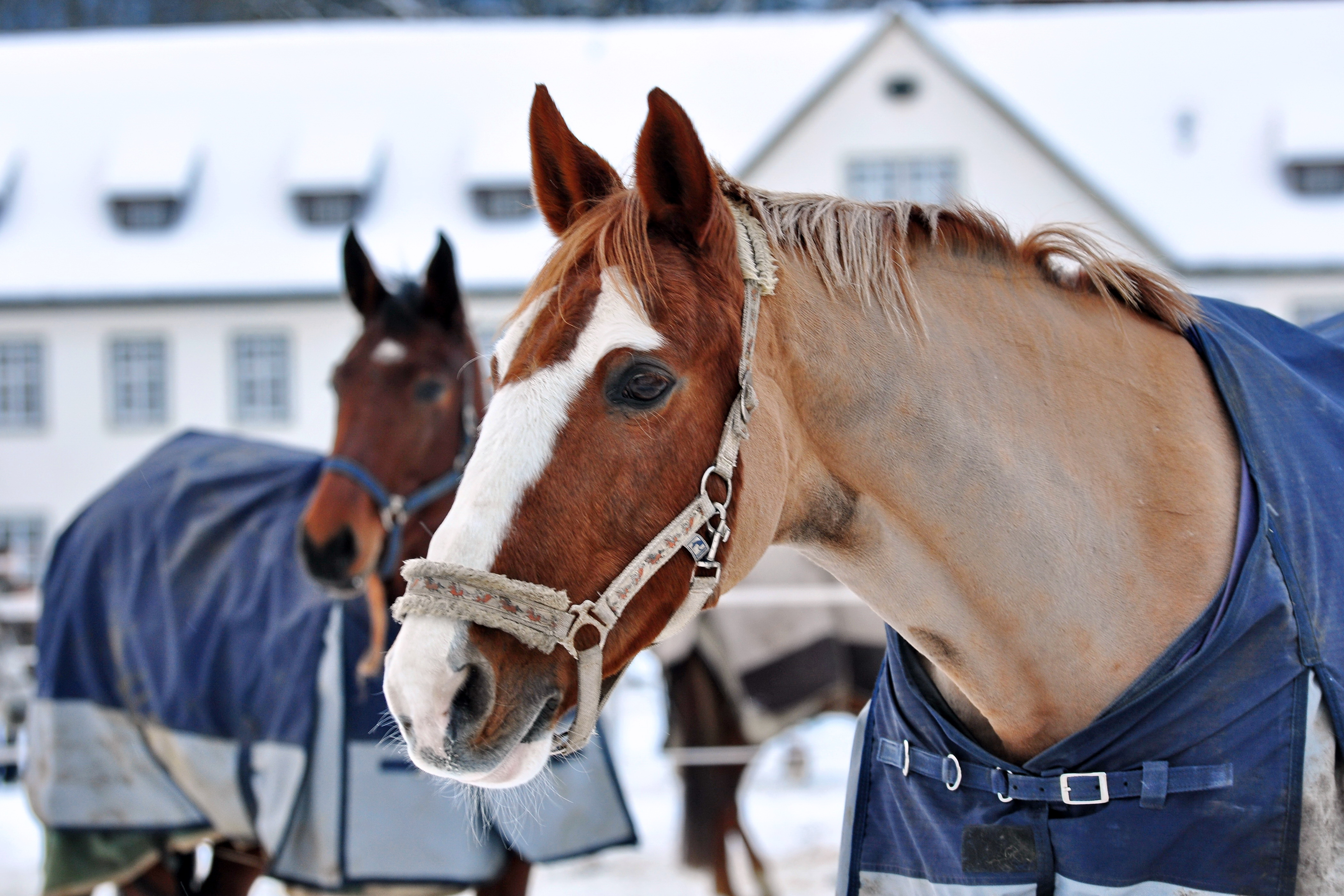
Jeunes Einsiedeln

D'après CAB International, la taille va de 1,57 m à 1,67 m. Seuls les chevaux nés à l'abbaye sont considérés comme Einsiedeln. La morphologie est celle du cheval de selle léger. La tête est assez longue et étroite, l'encolure est renversée, le poitrail étroit, les flancs serrés et la croupe avalée. Ils sont tardifs et possèdent de longs membres assez fins, mais secs. La robe est bai clair ou bai cerise.

## Utilisations
L'Einsiedeln est jadis indifféremment employé comme monture de cavalerie, cheval de selle, de carrosse ou de trait. Il sert désormais surtout de cheval de selle.

## Diffusion de l'élevage
La race continue d'être élevée de nos jours, mais en effectifs extrêmement réduits, inclus parmi les lignées anciennes de la race du Cheval de sport suisse. L'abbaye ne voit en effet que 6 ou 7 naissances par an, pour un cheptel total d'une centaine d'individus répartis entre la Suisse, la France et le Canada. La base de données DAD-IS cite l'Einsiedler comme une race native de Suisse, sans indiquer d'effectifs ni de niveau de menace (2018).
Par ailleurs, l'ouvrage Equine Science (4e édition de 2012) le classe parmi les races de chevaux de selle peu connues au niveau international.